# El hombre que podía hacer milagros
 "El hombre que podía hacer milagros" es un cuento mezcla de fantasía y comedia escrito por H. G. Wells y publicado en 1898 en The Illustrated London News.
La historia es un ejemplo temprano de fantasía Contemporánea (no todavía reconocida como subgénero) que se caracteriza por colocar una premisa de fantasía (un brujo con poder ilimitado) no en un exótico encuadre Medieval sino en la vida diaria rutinaria ( en el Londres suburbano).

## Resumen
Durante una charla en un pub inglés, George McWhirter Fotheringay niega la existencia de los milagros. Irónicamente, cuando una lámpara de aceite se gira del revés, se da cuenta de que él puede hacerlos.
Fotheringay sigue haciendo pequeños milagros sin importancia, pero no sabe qué hacer con su poder.
El clérigo, Señor Maydig, predica ese domingo sobre los milagros y Fotheringay se decide a contarle su secreto. El clérigo, al comprobar que es cierto, le sugiere que tendría que utilizar sus milagros para beneficiar a otros. Esa noche recorren la ciudad, curando enfermedades y mejorando el mundo.
Maydig y Fotheringay cometen la estupidez de desear que la tierra se detenga en su rotación para tener más tiempo de hacer el bien y provocan el apocalipsis.
Fotheringay, en un segundo de lucidez, desea regresar el tiempo a antes de obtener su poder. Inmediatamente se encuentra en el pub, hablando con sus amigos. Su poder ha desaparecido y la tierra se ha salvado.

## Adaptaciones
En 1936, la historia fue adaptada en The Man Who Could Work Miracles que protagoniza Roland Young como Fotheringay. Wells coescribió el guion con Lajos Bíró.
Para Radio BBC en 1959 por Dennis Wilson y retransmitida en el día del año Nuevo. Protagonizada por Tony Hancock como Fotheringay.
La idea fue usada por Terry Jones en la película Absolutamente Todo.
La idea del mundo parando su rotación estuvo tomada en 1972 por Lester del Rey, quién sugirió escribir 3 historias basadas en Dios. Fueron publicadas bajo el nombre "El Día en que la Tierra Permaneció", comprendiendo "Un Capítulo de Revelacion" por Poul Anderson, "Cosas del Cesar" por Gordon R. Dickson Y "Thomas el Predicador" por Robert Silverberg.